# 金塔·拉皮娜
金塔·拉皮娜（Ginta Lapina；1989年6月30日—），拉脱维亚超級名模。她是高級時裝品牌：Celine、Yves Saint Laurent Beauty及Miu Miu的代言人。金塔上過W Korea、Vogue Mexico及Numero等雜誌封面或內頁，也有參與Louis Vuitton、Prada、Versace等著名時裝及奢侈品的時裝展。